# Shax

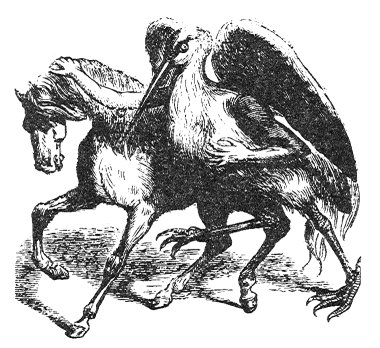
Shax.

Na demonologia, Shax (também conhecido como Chax, Shan, Shass, shaz, e Scox) é o Grande Marquês (e Duque, segundo alguns autores) do inferno, que tem sob seu comando trinta legiões de demônios.
Ele tira a visão, audição e compreensão de qualquer pessoa conforme a vontade do mágico e rouba dinheiro dos reis e casas, levando-o novamente ao ano 1200. Ele também rouba cavalos e tudo o que o mágico pede. Shax também pode descobrir coisas ocultas, se não forem mantidas pelos espíritos maléficos. Às vezes dá bons familiares, mas por vezes os mesmos podem enganar o mágico.
Shax aparenta ser fiel e obediente, mas é um grande mentiroso e vai enganar o mágico, a não ser que seja obrigado a entrar num triângulo mágico desenhado no chão. Neste caso, ele irá então falar sobre coisas maravilhosas e, por fim, falar a verdade.
Ele é retratado como uma cegonha que fala com uma voz rouca, mas sutil, sua voz muda para belo, uma vez que ele entrou no triângulo mágico.